# Northern Rockies
Northern Rockies – gmina regionalna w kanadyjskiej prowincji Kolumbia Brytyjska. Siedziba władz znajduje się w Fort Nelson. Do 6 lutego 2009 był to dystrykt regionalny, zmiana statusu pociągnęła za sobą pewne zmiany w zarządzaniu tego dużego, ale słabo zaludnionego obszaru.
Northern Rockies ma 5 578 mieszkańców. Język angielski jest językiem ojczystym dla 91,4%, francuski dla 1,3%, tagalog dla 1,0% mieszkańców (2011).